# Frederik Christian Holck-Winterfeldt
Frederik Christian greve og lensbaron Holck-Winterfeldt (født 14. august 1764 i København, død 2. november 1825 på Fjællebro) var en dansk officer og kammerherre, bror til Gustav og Flemming Frederik Cai Holck-Winterfeldt.
Han var ældste søn af grev Gustav Frederik Holck-Winterfeldt og Sophie Louise komtesse Ahlefeldt, blev 1792 kammerherre. 1776 arvede han Baroniet Wintersborg, som han ifølge bevilling af 6. februar 1801 først substituerede med Fjællebro og Skovgård og derefter ifølge bevilling af 28. august 1818 oprettede til et stamhus for familien Holck-Winterfeldt. 
Han blev 1802 major à la suite i Fynske Landeværnsregiment, 1804 kompagnichef, kom i 1808 til Kongens Regiments 3. annekterede bataljon à la suite og blev samme år karakteriseret oberstløjtnant.
1792 ægtede han Christiane Regitze Margarethe Vind (1756 i Varde - 23. maj 1808 på Fjællebro), datter af oberstløjtnant Joachim Friderich Vind og Lucie Catharine Knorr von Rosenroth.
En empiregravsten med vase for ægtefællerne findes på Herringe Kirkegård.